# Unterrath
Unterrath est un quartier résidentiel de la ville de Düsseldorf, en Allemagne. Situé à environ cinq kilomètres au nord du centre-ville, il compte 22 002 habitants pour 4,45 km².

## Histoire
La première mention du quartier se trouve en 1072 quand le fief de Rath (regroupant ce qui allait donner les quartiers Unterrath et Rath) est transféré à l’abbaye de Kaiserswerth par l’empereur du Saint-Empire romain germanique Henri IV.
En 1869 l’Ordre des Chartreux fonde un monastère à Unterrath qui existera jusqu’en 1964.
Le nom Unterrath devient officiel en 1891 avec la construction de la gare du même nom sur la voie ferrée de Cologne à Minden. En 1909 la municipalité de Unterrath est intégrée à Düsseldorf en même temps que celles voisines de Rath et Lichtenbroich (à leur demande).

## Monuments
- L'église Sainte-Marie-sous-la-croix.

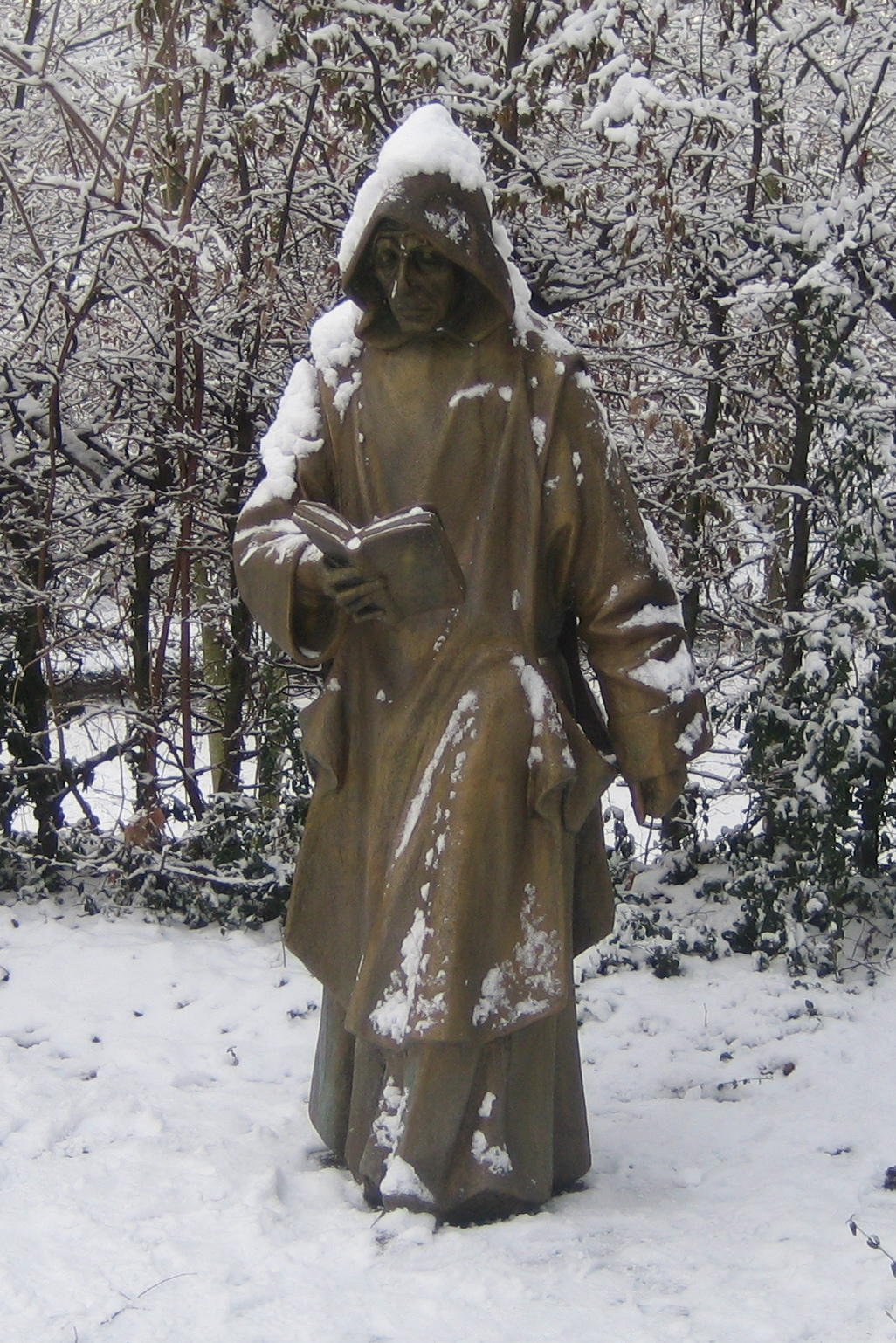
Monument aux Chartreux d’Unterrath
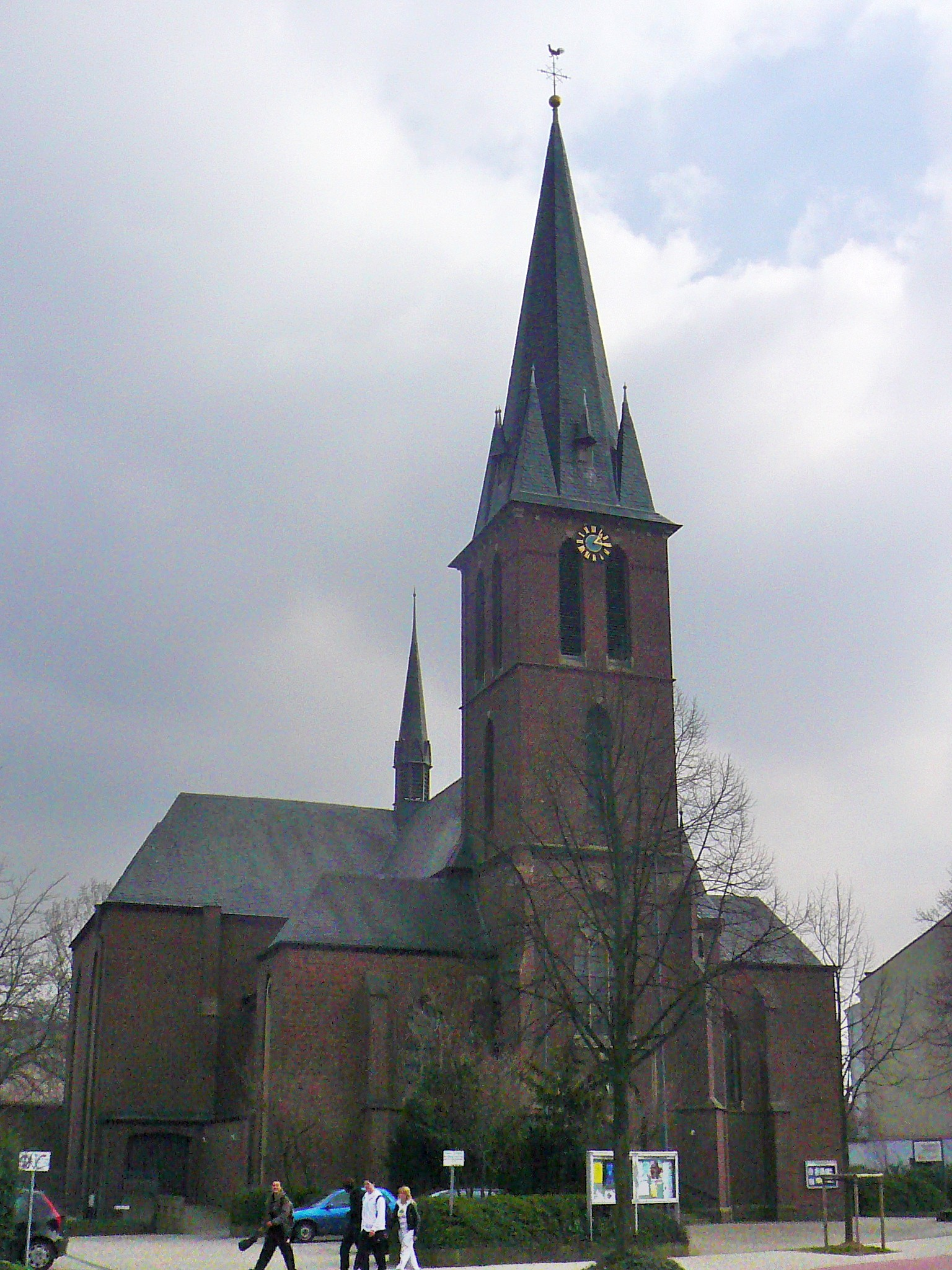
Sainte-Marie-sous-la-croix

## Transport
Unterrath est relié aux autoroutes A 44 et A 52 ainsi qu’aux Bundesstraße (nationales) 1 et 8. L’arrêt de S-Bahn « Unterrath » est desservi par les lignes S 1 et S11, les lignes de tramway 707 et 715 ainsi que les lignes de bus 729, 730, 760 et 776 traversent le quartier. De plus l’aéroport international de Düsseldorf, situé dans le quartier de Lohausen, est immédiatement aux portes d’Unterrath.